# Mancipium
Mancipium (od łac. mancipatio) – w prawie rzymskim stan przejściowej zależności prywatnoprawnej. Osobą oddaną w mancipium (mancipio dati) mógł być członek rodziny (syn lub córka), którego pater familias czasowo oddał w drodze mancypacji pod władzę innego patris familias.
Celem mógł być wynajem usług, nauka zawodu lub alimentacja.
Sytuacja osoby oddanej w mancipium była zbliżona do stanu niewolnika (servi loco). Wszystkie uzyskane przez nią nabytki stanowiły własność pełniącego władzę na zasadzie peculium. Jednakże w świetle prawa osoba oddana w mancipium nie traciła wolności, ani praw politycznych. W wypadku złego traktowania oddany w mancipium mógł pozywać osobę, pod której władzą się znajdował, z tytułu deliktu (actio iniuriarium). Oddanie w mancipium nie oznaczało capitis deminutio.
Mancipium kończyło się przez manumissio (wyzwolenie) lub remancipatio na rzecz rodziców.
W okresie klasycznym oddanie w mancipium mogło być konsekwencją popełnienia przez członka rodziny czynu niedozwolonego (deliktu). W takiej sytuacji pater familias mógł się uwolnić od płacenia grzywny za ten czyn, oddając poszkodowanemu sprawcę czynu w mancipium, na zasadzie odpowiedzialności noksalnej. Sprawca deliktu pozostawał u poszkodowanego w mancipium do czasu odpracowania szkody.
Ponadto chwilowo i pozornie w stanie mancipium znajdowały się dzieci podczas emancypacji i adopcji, gdyż dla dokonania tych czynności niezbędne było przeprowadzenie mancypacji.
W związku ze zniesieniem mancypacji w Kodeksie Justyniana, w prawie justyniańskim mancipium ostatecznie zanikło.